# Disgeusia
La disgeusia es un síntoma semiológico que denota alguna alteración en la percepción relacionada con el sentido del gusto. El término "disgueusia" se considera incorrecto.
La disgeusia comporta un cambio perceptivo del sabor de los alimentos y bebidas. En algunos casos, el cambio en el sabor es muy radical y apreciablemente repulsivo.
La palabra "dysgeusia" proviene del griego y se compone de los siguientes elementos:
"dys-" (δυσ-): prefijo que significa dificultad, anormalidad o trastorno.
"geusis" (γεῦσις): sustantivo que significa gusto o saboreo.
"-ia" (-ία): sufijo que indica condición o estado.

## Etiología
Las causas de disgeusia son variadas. Frecuentemente se asocian con otros trastornos neurológicos. Las mismas se dividen básicamente en neurológicas centrales o periféricas, y en temporales o definitivas.
Agrupándolas se pueden dividir (lista incompleta) en: 
- Infecciosas (faringitis, adenitis salivar, sinusitis, pólipos nasales, COVID-19, etc.)
- Tumorales (sistema nervioso central)
- Tóxicas (efectos secundarios de los medicamentos como medicamentos antitiroideos, captopril, griseofulvina, litio, penicilamina, propafenona, procarbazina, rifampicina, vinblastina o vincristina, metformina) u otro tipo de sustancias: tabaco, alcohol
- Postraumáticas (piercing lingual, accidentes)
- Por agentes físicos (quemaduras por alimentos, radiación ionizante)
- Alimentarias (deficiencia de vitamina B12 o zinc)
- Degenerativas (senilidad, demencias)
- Síndrome de Sjögren
- Psiquiátricas (psicosis)
- Endocrinas
- Congénitas (raras)
- Síndrome de boca ardiente
- Compromiso articular temporomandibular